# Cementerio General de La Almudena
El Cementerio General de La Almudena es el principal cementerio de la ciudad del Cusco, Perú. Se encuentra ubicado en el distrito de Santiago, en la Plazoleta de la Almudena donde se encuentra también la iglesia y convento de los Bethlemitas (antiguo Hospital de los Bethlemitas). En el siglo XIX en dicha zona se encontraban también un manicomio y la cárcel. Actualmente, además del cementerio, en dicha plaza se encuentran el Hogar Casa Acogida que atiende a adolescentes mujeres víctimas de delitos de trata de personas, y el Hospital de Salud Mental San Juan Pablo II, ambos administrados por la Sociedad de Beneficencia Pública del Cusco.
Desde 2010 el inmueble fue declarado por el Ministerio de Cultura como Patrimonio Cultural del Perú. Asimismo, en 1983 al ser parte del casco histórico de la ciudad del Cusco, forma parte de la zona central declarada por la UNESCO como Patrimonio Cultural de la Humanidad.

## Historia
El Cementerio General de La Almudena fue construido entre 1846 y 1850 durante el gobierno del Mariscal Ramón Castilla quien había dispuesto la construcción de un cementerio en la ciudad del Cusco por razones de salubridad ya que hasta entonces, y desde la colonia, los entierros se realizaban en los sótanos de las iglesias de la ciudad. El prefecto de la ciudad, José Medina, eligió la zona donde se levantaba el hospital colonial de los Bethlemitas y el Templo de la Almudena que estaban alejados del centro de la ciudad. Al costado de estos edificios existía un pequeño camposanto colonial que era ya utilizado como cementerio de dicho hospital.

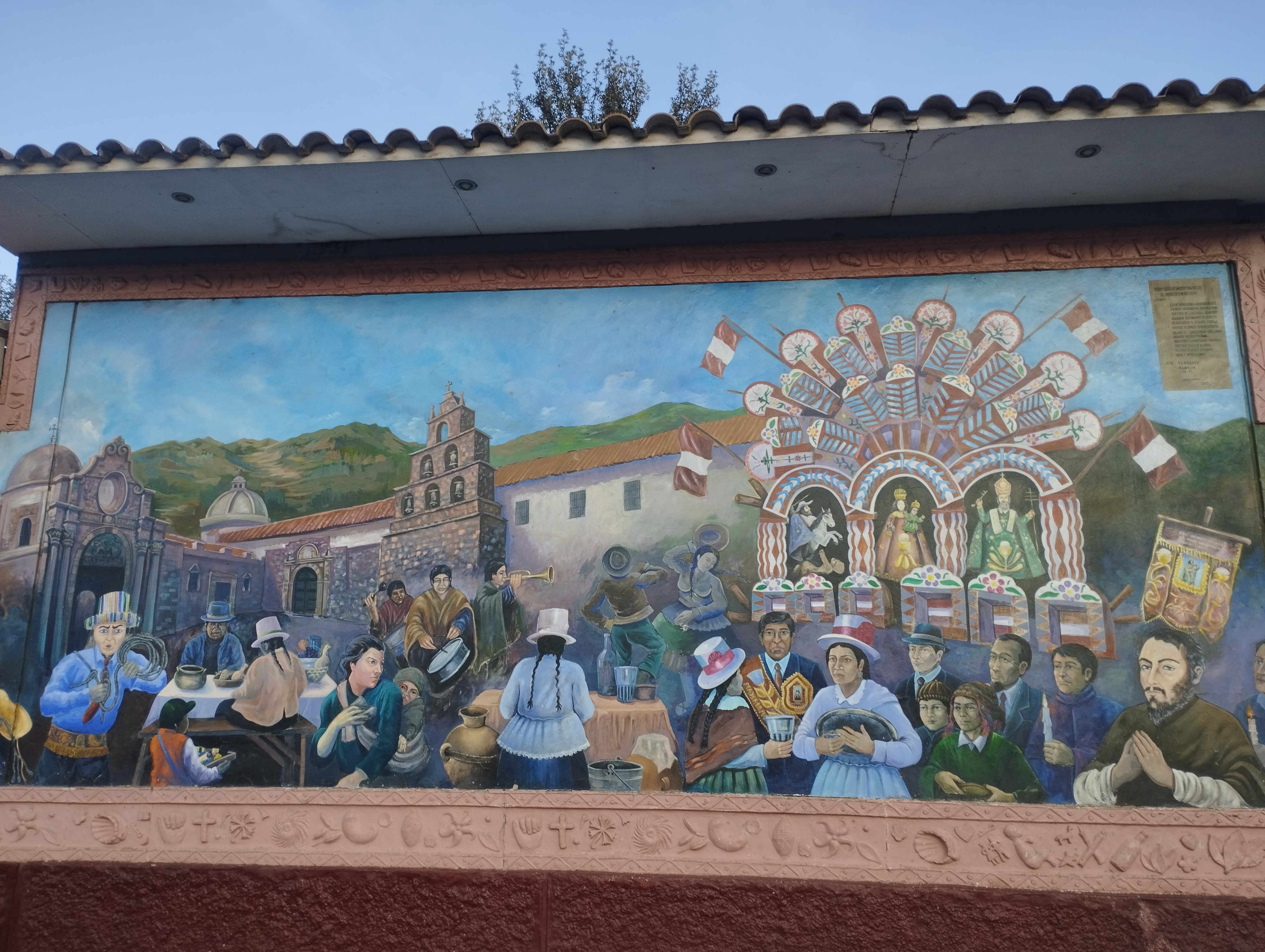
Mural en la plaza del Cementerio General de La Almudena

Para la construcción del cementerio se utilizó material del Convento de San Agustín que fue destruido a cañonazos por orden del mariscal Agustín Gamarra. Frente a la Plazoleta de la Almudena se levanta la portada lítica del cementerio. Esta presenta columnas griegas que corresponden a una representación de la arquitectura neoclásica. La entrada muestra un arco de mediopunto con impostas que sobresalen en el arranque del arco, flanqueado con doble columna que presentan un capitel de orden corintio. En la parte superior del nártex se levanta una cúpula de media naranja. El frontispicio del cementerio presenta, además, a ambos lados ventanas y portadas que dan a otros recintos que sirvieron como velatorio y morgue. Se señala también que estos muros fueron utilizados durante el siglo XIX como paredón de fusilamiento.

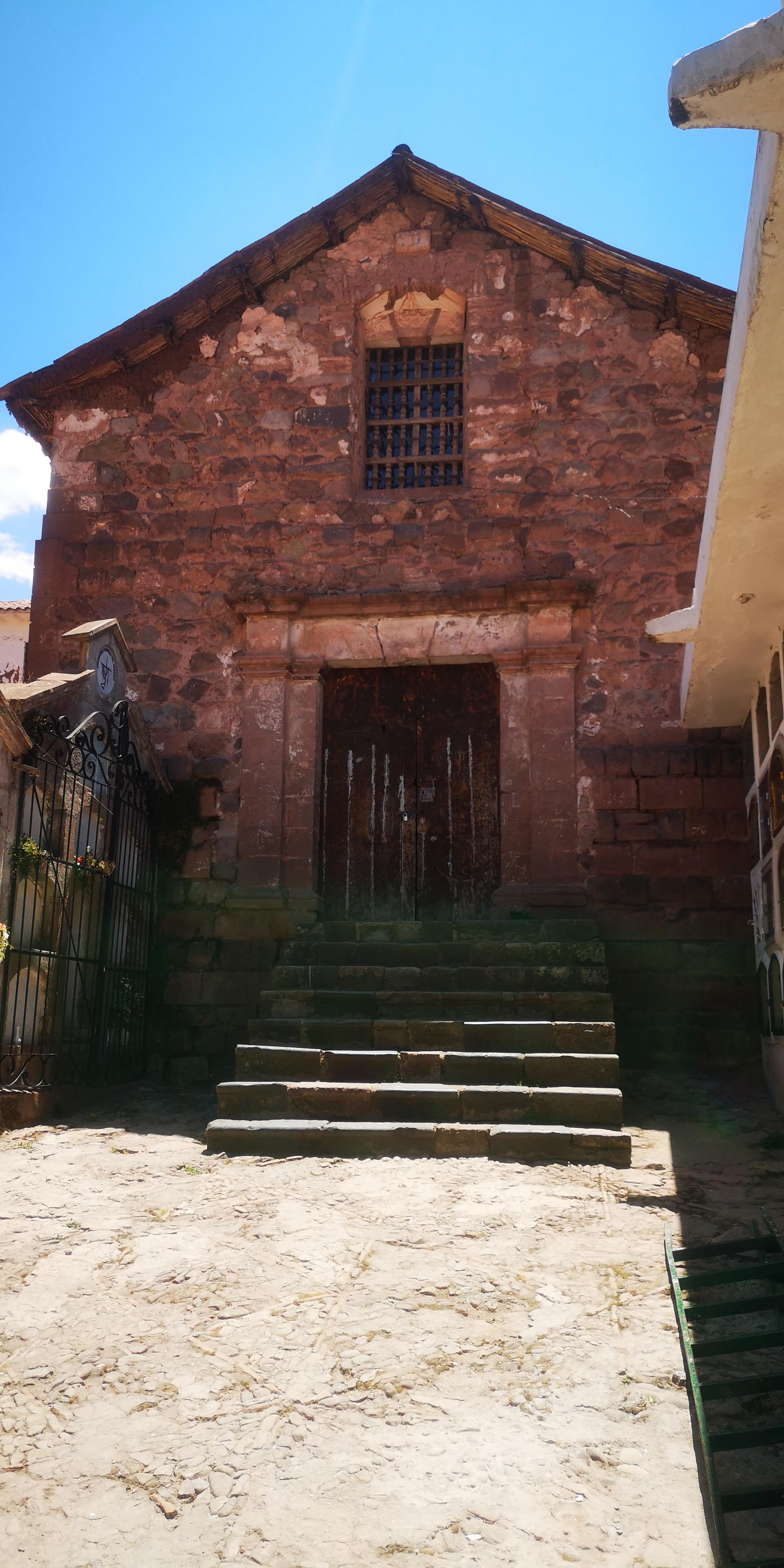
Capilla Central del Santo Roma

En el ala este del cementerio se encuentran los mausoleos más antiguos. El más antiguo data de 1857 y se desconoce la identidad del difunto porque las inscripciones ya fueron borradas por el tiempo. En este mausoleo existen rastros de velas negras debido a su utilización en ritos mágicos-religiosos y prácticas de brujería y satanismo. Cercano a este se encuentra la Cruz Mayor, común en cementerios antiguos del Perú. En este cementerio, la cruz se encuentra tallada y se utiliza para que aquellas personas que no encuentran al lugar donde está sepultado su ser querido pueda dejar en ella sus ofrendas y oraciones. Entre los mausoleos destaca el que corresponde a la familia Mendivil cuyos adornos son representaciones de los reyes magos y ángeles mosqueteros en la típica forma de la artesanía Mendívil, con los cuellos alargados y monturas diminutas. En el mismo sector se encuentra la Capilla Central del Santo Roma que es una construcción anterior al mismo cementerio y que está a la espalda del Templo de la Almudena. Fue construida el 27 de enero de 1802 por el obispo Bartolomé María de las Heras. En un inicio esa capilla acogía los ritos fúnebres del cementerio. En la actualidad es usada como incinerador de los cuerpos.
Finalmente, también en el sector este, se encuentra la salida al camposanto que antiguamente era usado por las personas con menores recursos y que, desde el 2001 fue modificado para la construcción de mausoleos modernos y nuevos pabellones. Una característica de este cementerio que lo diferencia de los demás del país es el uso de metales dorados y plateados en las lápidas a diferencia del yeso o mármol que es usual en el resto del Perú. Asimismo, en la posibilidad de que las lápidas puedan ser adornadas por la familia con diversas miniaturas lo que muestra bastante de la idiosincrasia de cada familia.

#### Libros y publicaciones
- Calvo Calvo, Rossano (2010). El histórico cementerio republicano de la Almudena y la cultura cusqueña.

- Datos: Q68859382
- Multimedia: Cementerio de la Almudena (Cusco) / Q68859382